# Cocytius antaeus
Cocytius antaeus är en fjärilsart som beskrevs av Dru Drury 1773. Cocytius antaeus ingår i släktet Cocytius och familjen svärmare. Inga underarter finns listade i Catalogue of Life.

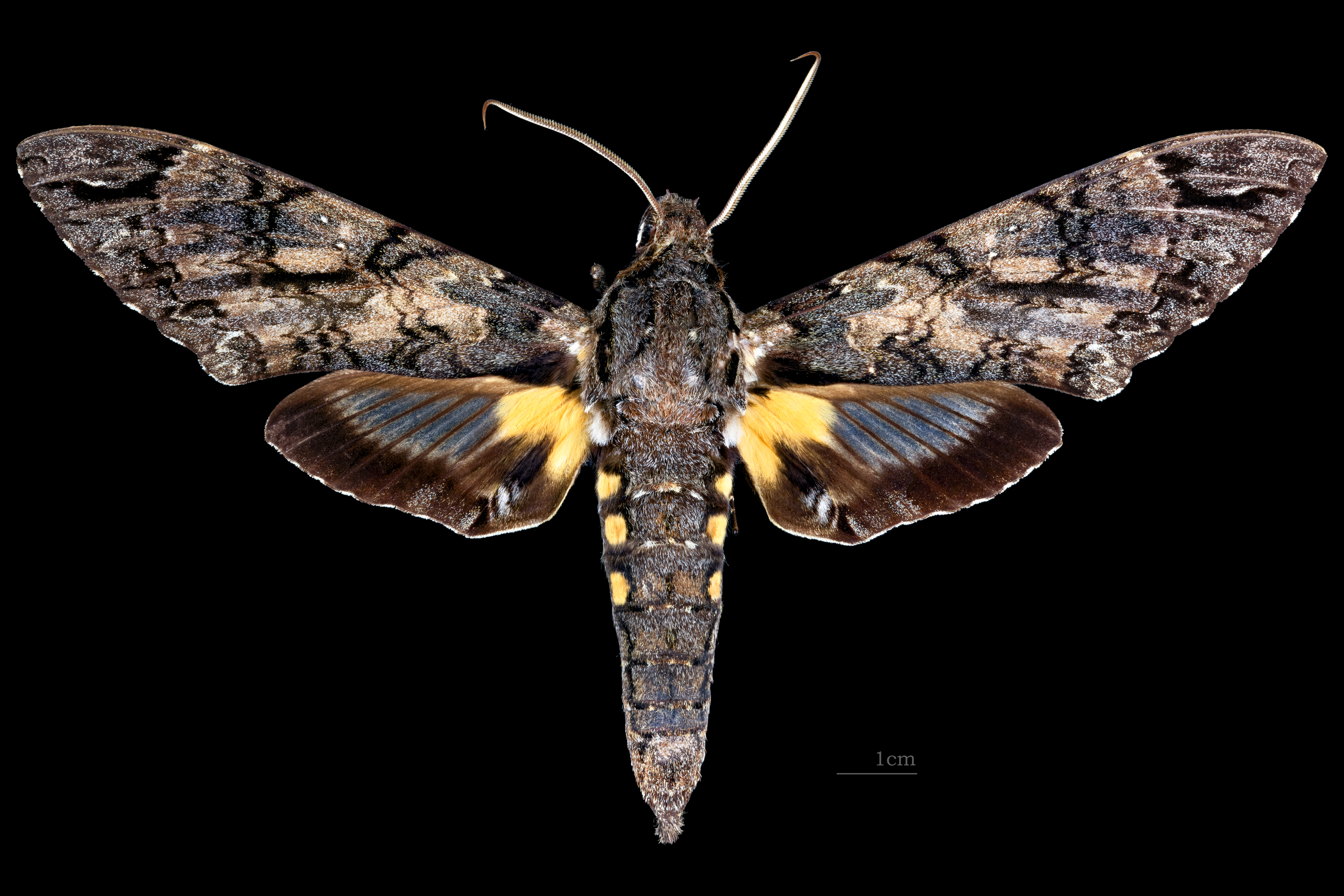
Cocytius antaeus ♂
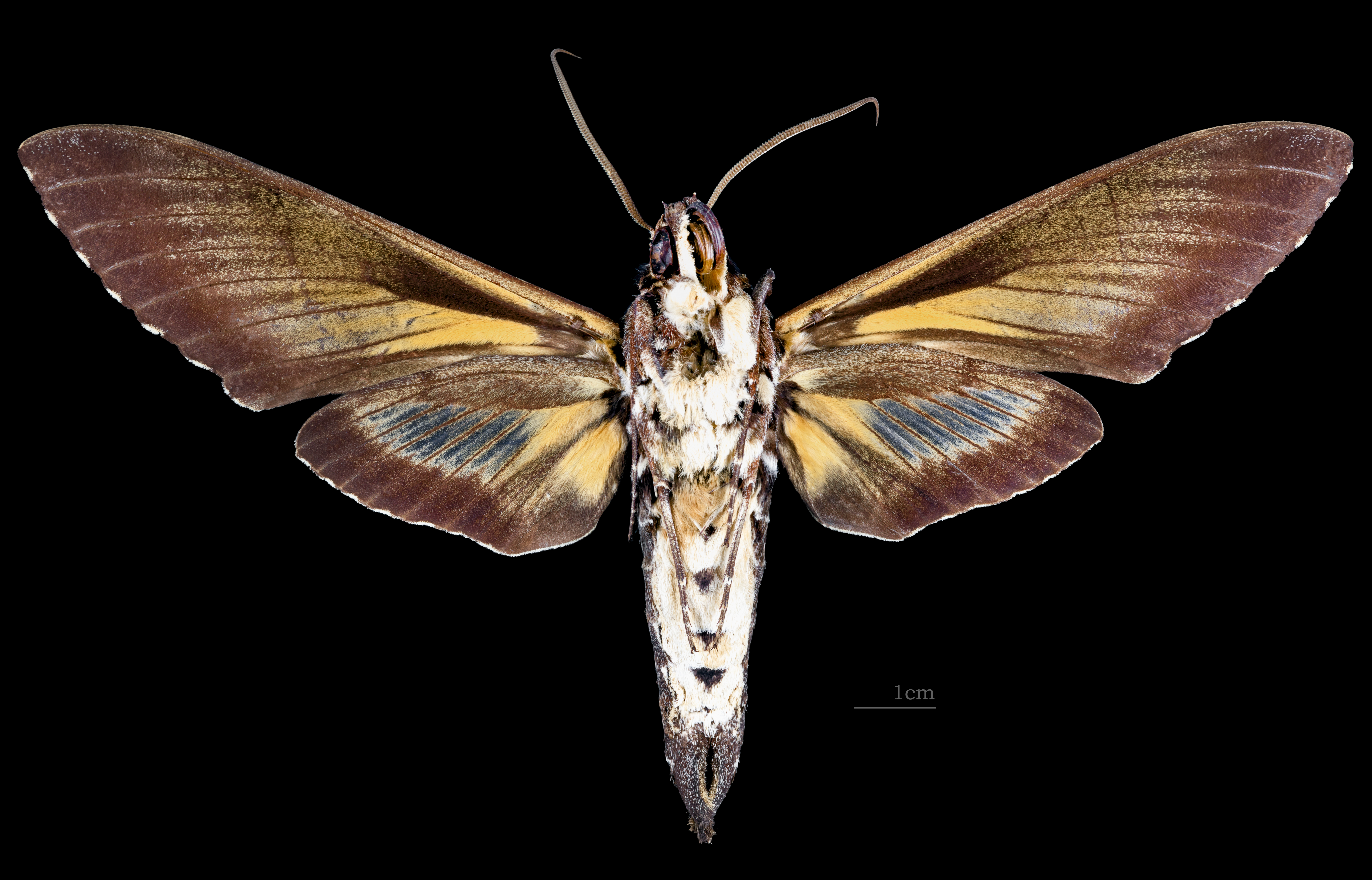
Cocytius antaeus ♂ △
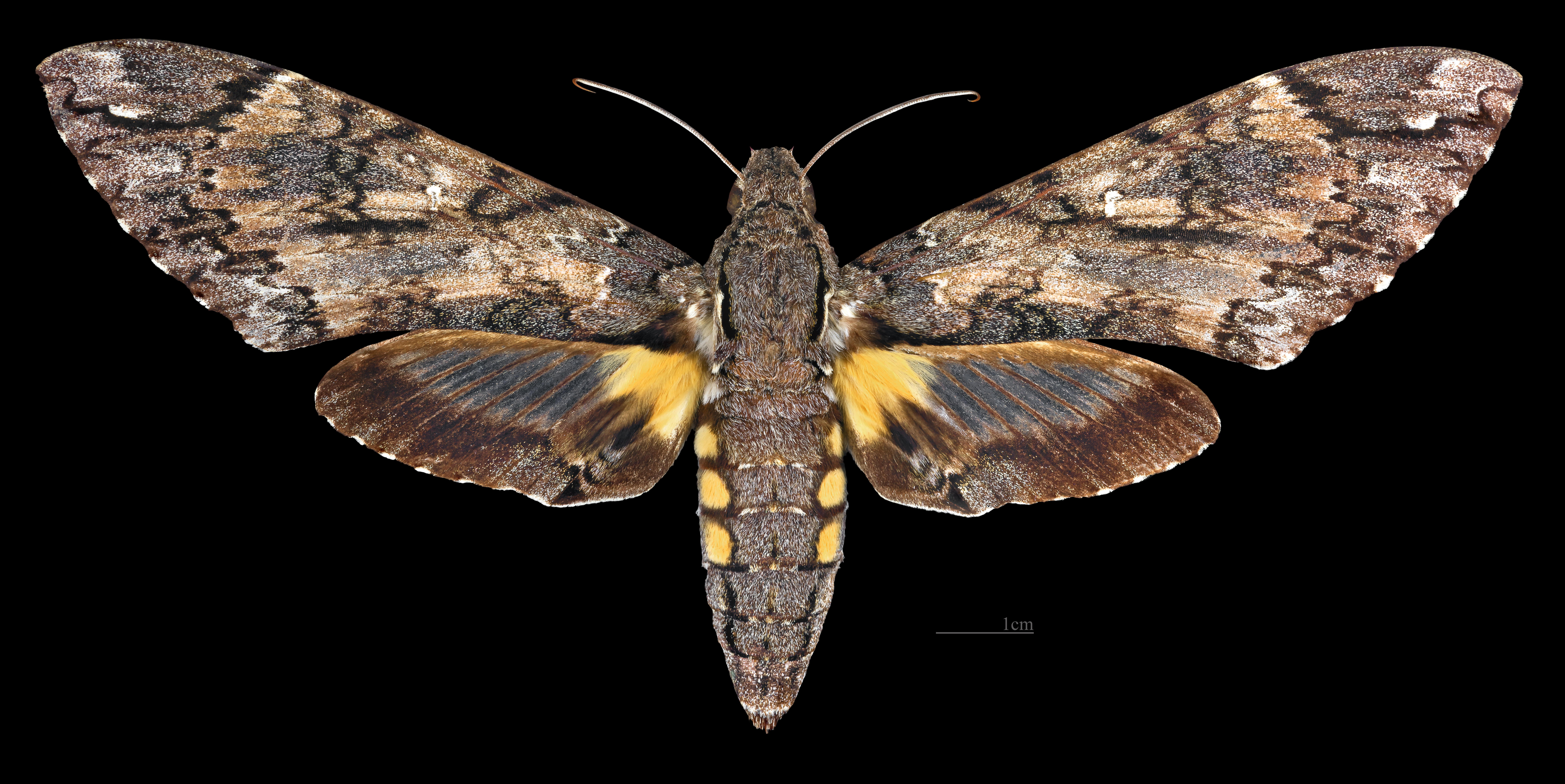
Cocytius antaeus ♀
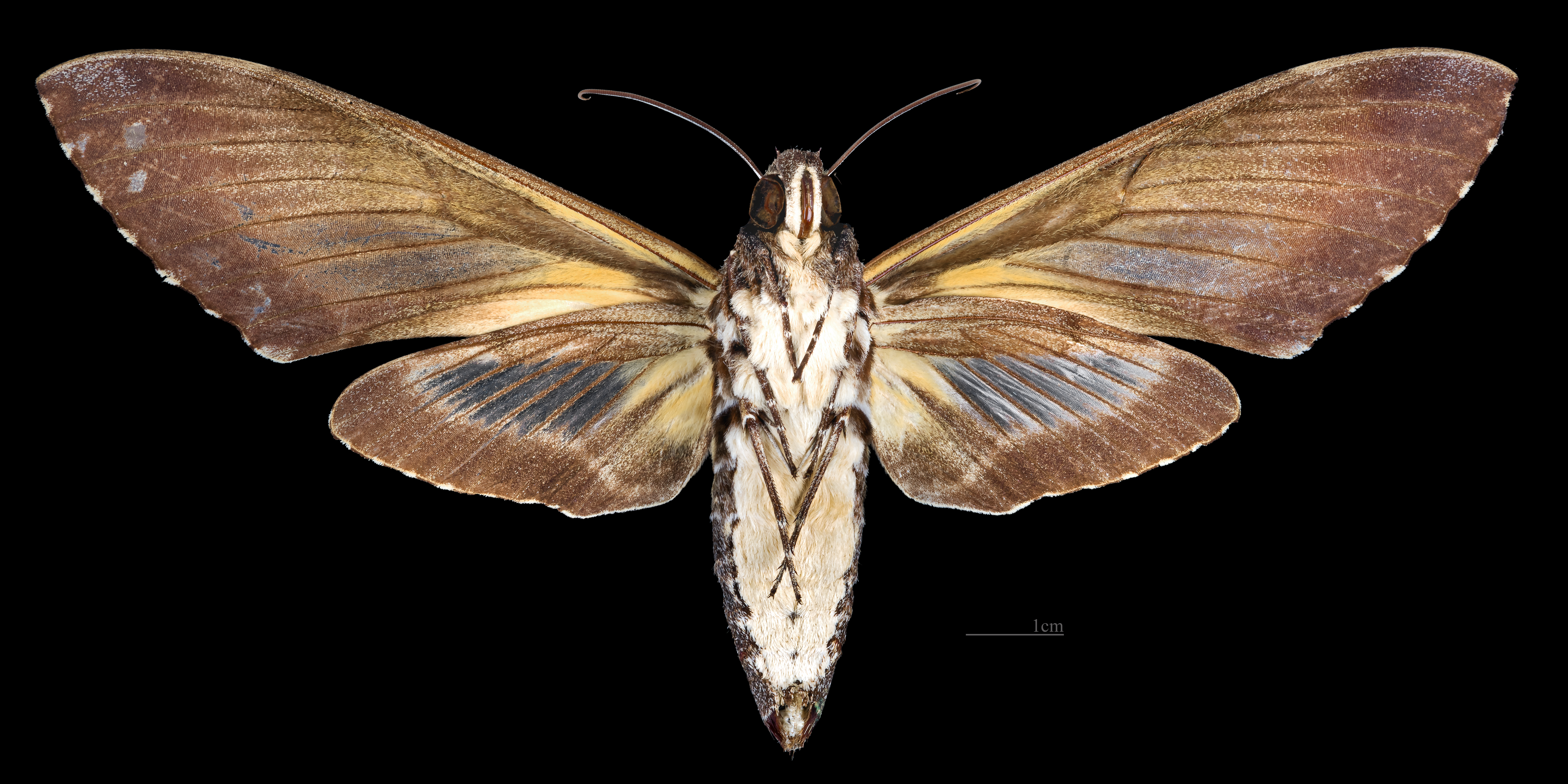
Cocytius antaeus ♀ △

## Bildgalleri

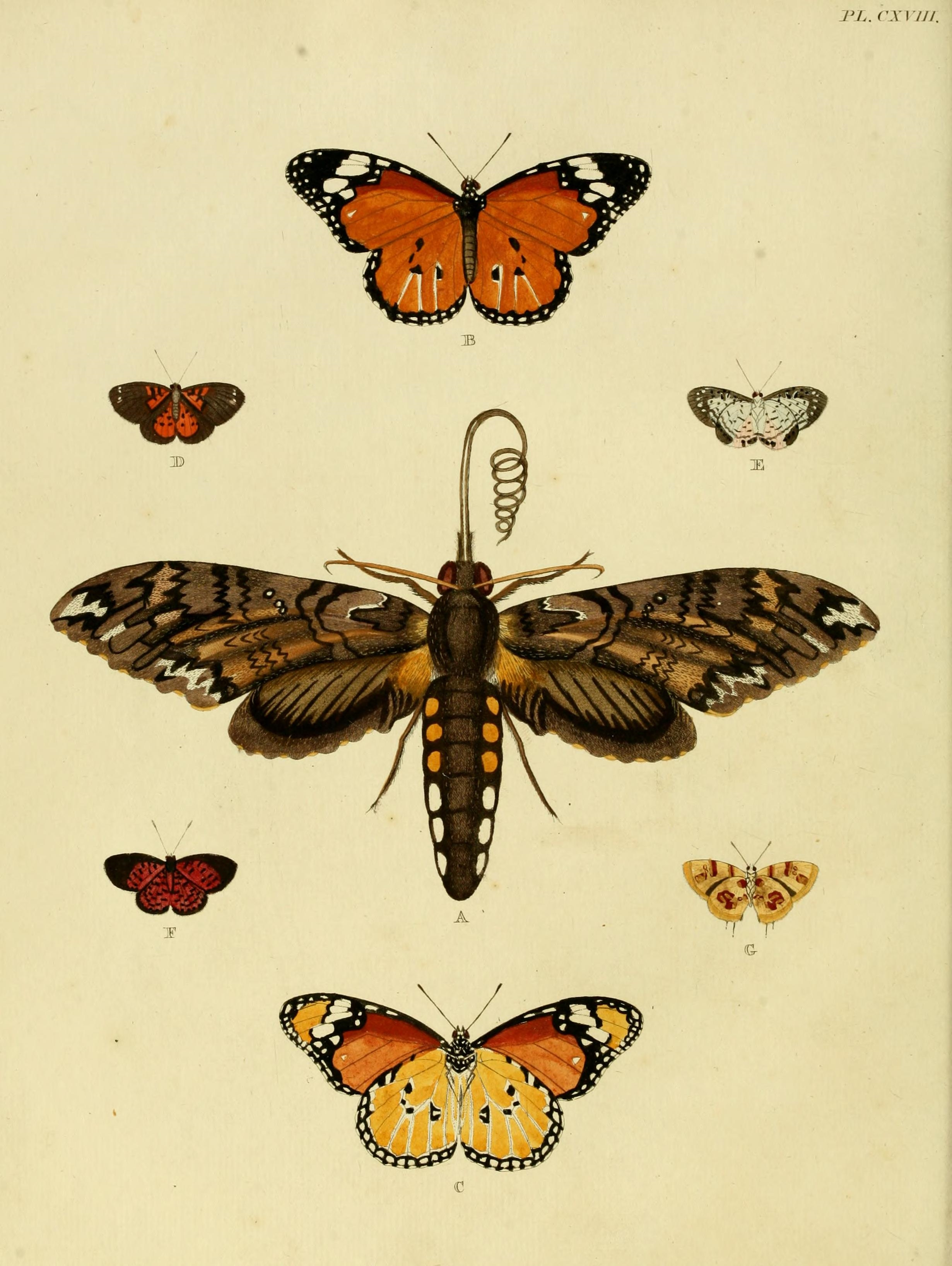